# Jaren Lewis
Jaren Michael Lewis (Orlando, 25 novembre 1996) è un cestista statunitense, professionista in Europa.

## Carriera
Dopo i quattro anni alla Abilene Christian University, sbarca nel 2019 in Europa firmando in Germania con Schwenningen. Dopo una parentesi nella Serie A2 italiana con Latina Basket, dal 2021 gioca nella Basketball-Bundesliga e in FIBA Europe Cup con il Crailsheim Merlins.

## Statistiche

### NCAA
| Anno      | Squadra      | PG  | PT  | MP   | TC%  | 3P%  | TL%  | RP  | AP  | PRP | SP  | PP   |
| --------- | ------------ | --- | --- | ---- | ---- | ---- | ---- | --- | --- | --- | --- | ---- |
| 2015-2016 | ACU Wildcats | 31  | 11  | 21,7 | 50,5 | 41,3 | 72,6 | 5,8 | 1,3 | 1,1 | 0,6 | 9,4  |
| 2016-2017 | ACU Wildcats | 29  | 29  | 32,4 | 51,2 | 32,4 | 72,0 | 6,6 | 2,1 | 1,8 | 0,4 | 13,7 |
| 2017-2018 | ACU Wildcats | 32  | 32  | 31,2 | 54,8 | 36,1 | 79,1 | 7,7 | 1,8 | 1,6 | 0,9 | 13,2 |
| 2018-2019 | ACU Wildcats | 34  | 34  | 31,1 | 46,6 | 33,3 | 72,8 | 6,1 | 2,7 | 1,6 | 0,6 | 13.8 |
| Carriera  | Carriera     | 126 | 106 | 29,1 | 50,5 | 36,1 | 74,2 | 6,5 | 2,0 | 1,5 | 0,7 | 12,5 |

#### Massimi in carriera
- Massimo di punti: 26 vs Charleston Southern (3 dicembre 2016)[3]
- Massimo di rimbalzi: 20 vs Nicholls State (7 febbraio 2018)
- Massimo di assist: 9 vs Incarnate Word (9 marzo 2019)
- Massimo di palle rubate: 6 vs Texas A&M-CC (27 febbraio 2019)
- Massimo di stoppate: 4 (2 volte)
- Massimo di minuti giocati: 49 vs California State-Sacramento (17 dicembre 2016)

## Palmarès
- Southland Conference Tournament MVP: 1

2019